# Elm, Glarus

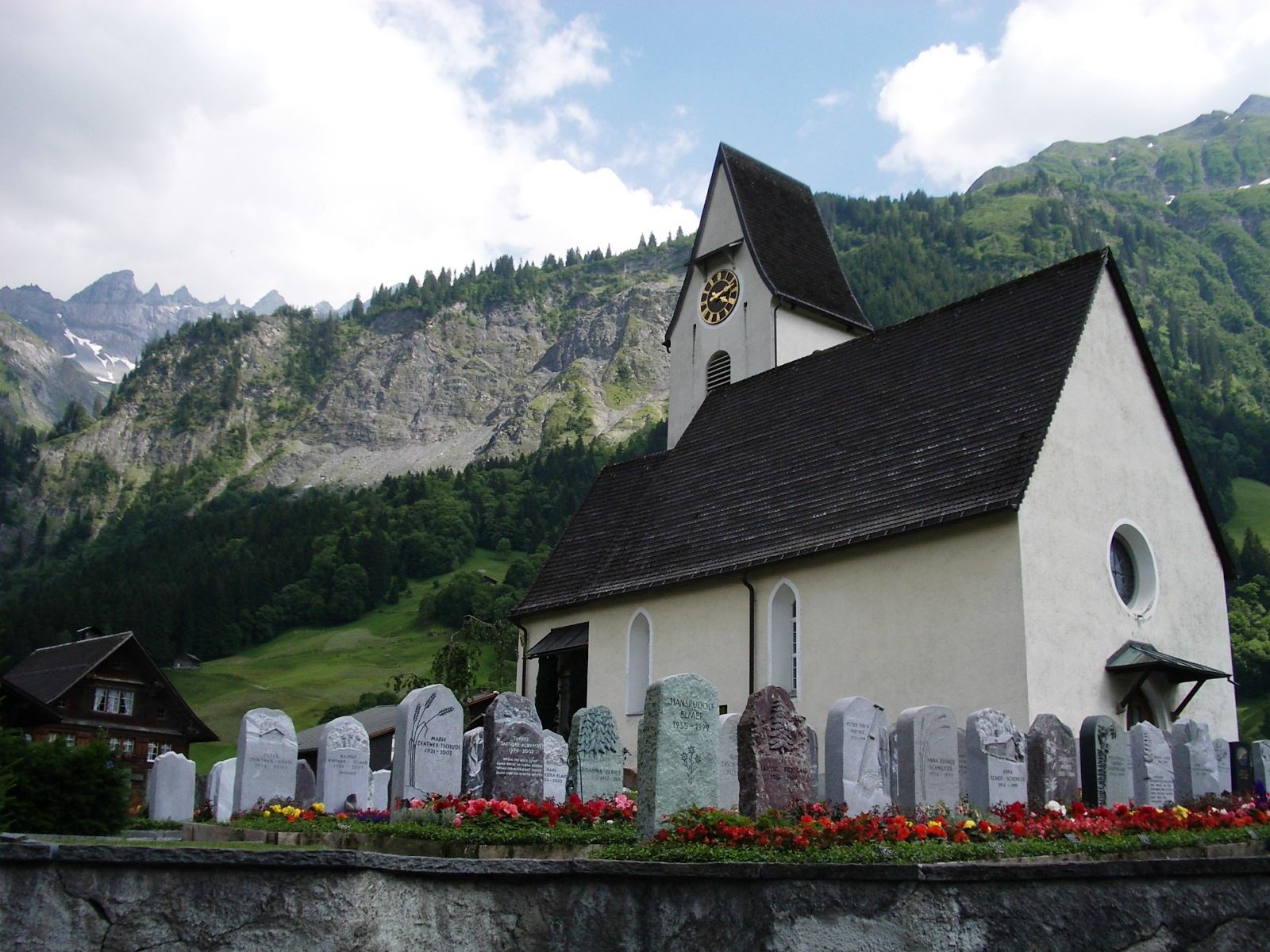
Reformert kyrka i Elm.

Elm (rätoromanska: Dialma) är en ort i kommunen Glarus Süd i kantonen Glarus i Schweiz. Den ligger cirka 16 kilometer sydost om Glarus. Orten har 605 invånare (2023). Elm ligger längst söderut i Sernftal och är utgångspunkt för flera mindre alprutter över bergspass, däribland Panixerpass.
Fårskötsel har förekommit i Elm sedan 1000-talet och jordbruk har varit den huvudsakliga sysselsättningen. På 1700-talet var ylletillverkningen en viktig ekonomisk faktor. Elm hörde ursprungligen till Glarus församling, men 1273 bildades en ny församling i Matt. År 1493 fick Elm påvlig dispens att etablera en ny filialkyrka i orten. Sedan år 1528 är kyrkan reformert.
Orten var före den 1 januari 2011 en egen kommun, men slogs då samman med kommunerna Betschwanden, Braunwald, Engi, Haslen, Linthal, Luchsingen, Matt, Mitlödi, Rüti, Schwanden, Schwändi och Sool till den nya kommunen Glarus Süd.